# Pfarrkirche Sierning

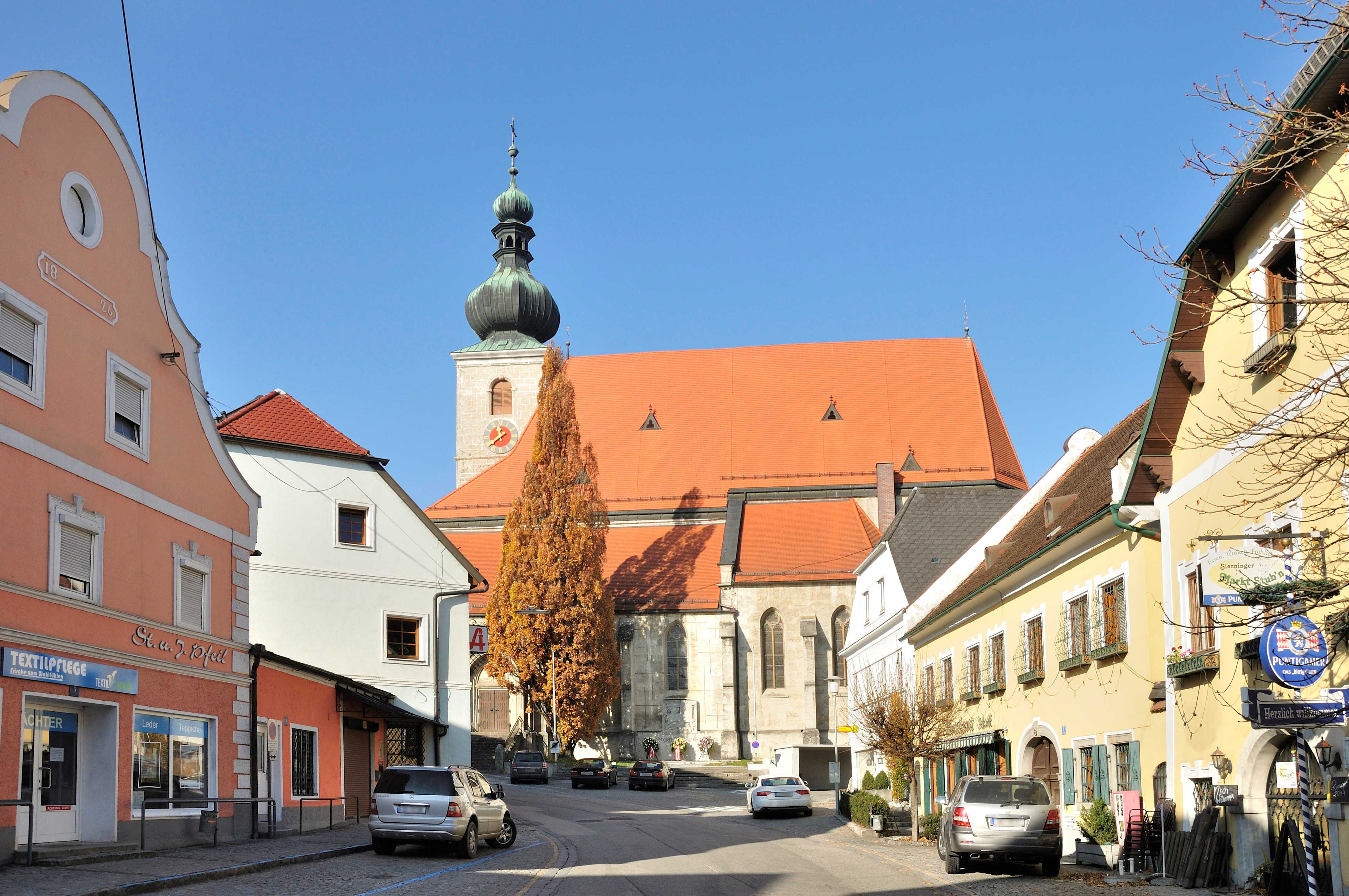
Pfarrkirche hl. Stephan in Sierning

Die Pfarrkirche Sierning steht im Ort Sierning in der Marktgemeinde Sierning in Oberösterreich. Das römisch-katholische Kirchengebäude mit dem Patrozinium Hl. Stephan ist die Pfarrkirche der Pfarre Steyrtal (ehemals Dekanat Steyrtal) in der Diözese Linz. Die Kirche steht unter Denkmalschutz.

## Geschichte

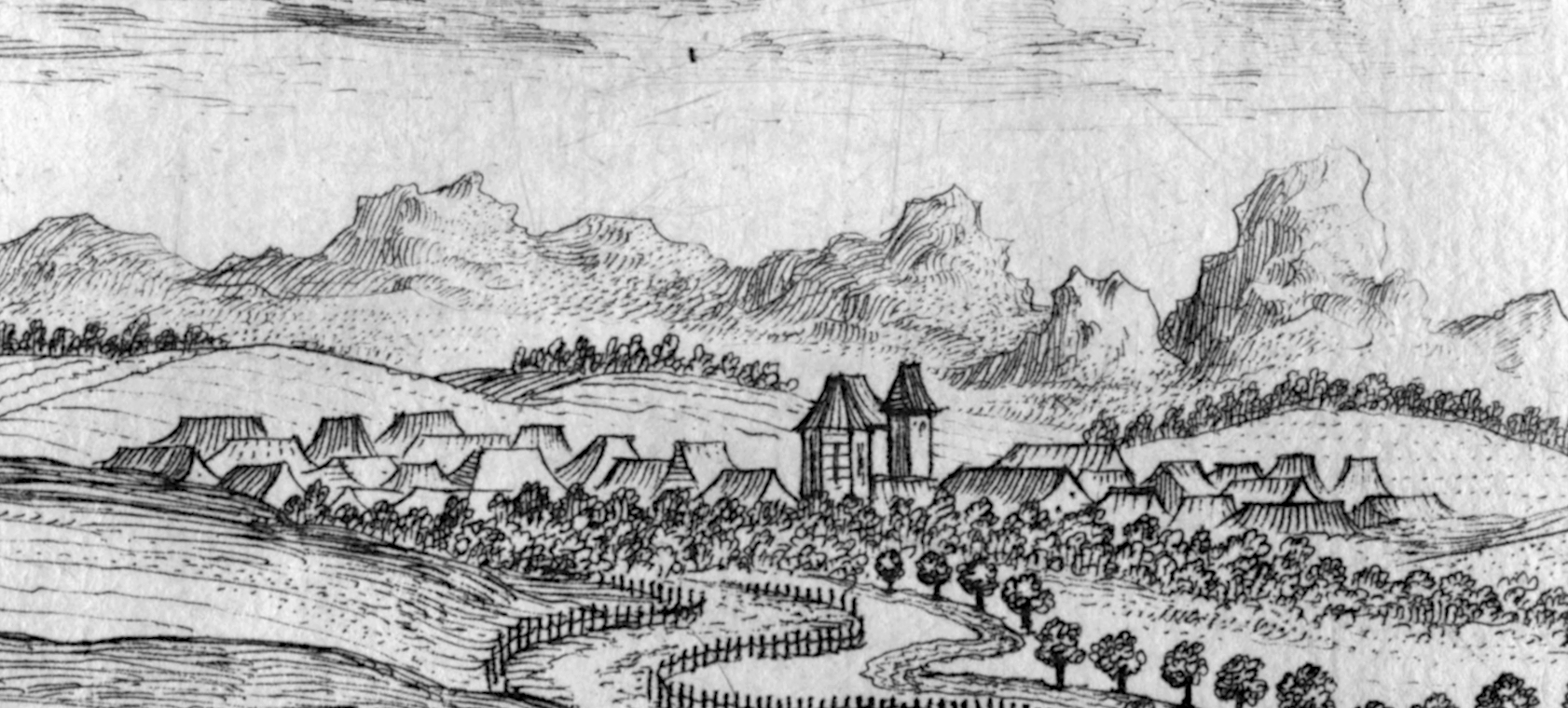
Sierning mit der Pfarrkirche. Ausschnitt aus der Topographia Austriae superioris modernae, erschienen 1674

Der Ortsname wird 777 erstmals urkundlich genannt (Stiftung des Benediktinerklosters Kremsmünster durch Herzog Tassilo III.), bezogen auf die Schenkung von dreißig Slawen und dem von ihnen gerodeten Land. Es wird eine erste Taufkirche des 8. Jahrhunderts angenommen, vermutlich eine Holzkirche.
Auf der Synode von Mistelbach (datiert 985 oder 991) wurde von Bischof Pilgrim bei der Neuordnung des Bistums Passau ein Sprengel festgelegt, er verfügte wohl über die Altsiedlungen Sierninghofen und Fraunhofen und hatte hier vielleicht eine bischöfliche Eigenkirche, die eine eigene Pfarrstelle werden sollte. Aus dieser Mutterpfarre  sind nicht weniger als 27 selbständige Tochterpfarren des Traunviertels hervorgegangen, darunter so bedeutende wie die ehemaligen Stifte Garsten und Gleink.
Das ursprünglich mit einer Holzdecke versehene Mittelschiff geht (bis zum Triumphbogen) auf das Jahr 1000 zurück, 1288 wurde das gotische Gewölbe fertiggestellt und 1487 die Erweiterung als dreischiffige gotische Hallenkirche mit angebauter Sakristei.
Die früheste Abbildung stammt aus der Topographia Austriae superioris modernae, erschienen 1674. Auf der Ansicht des Freisitzes Wahlmühle ist links im Hintergrund Sierning mit der Pfarrkirche zu sehen. Der Kirchturm trägt ein Keildach.
Im Jahr 1785 wurden Schiedlberg und Thanstätten eine eigene Pfarre (Thanstätten, heute Schiedlberg).
Die Pfarre war bis zur Säkularisation 1805 passauerisch.

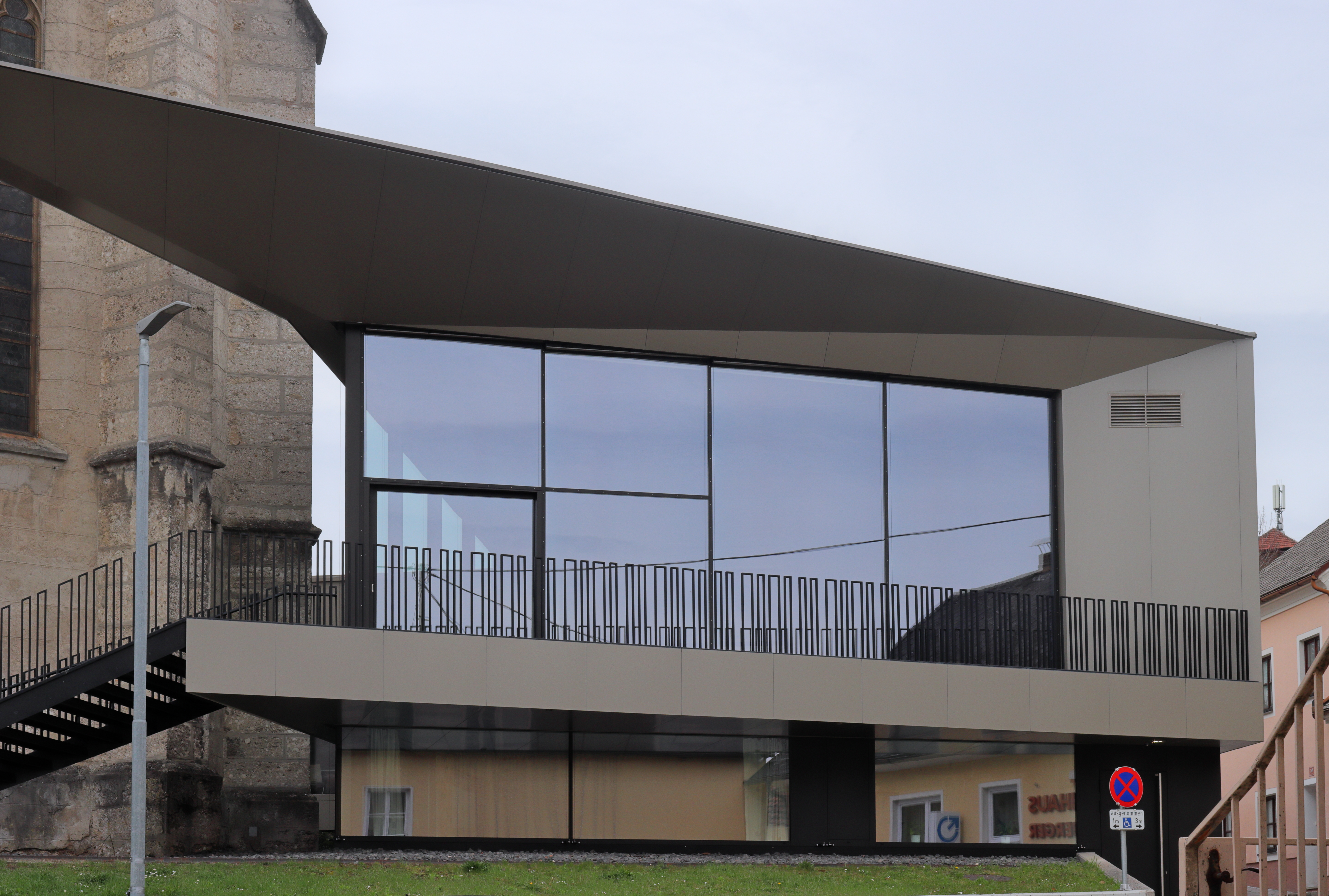
Pfarrheim Fokus

Im 17. Jahrhundert wurde der Turm barockisiert, 1777 die Innenausstattung, sowie der Friedhof von der Kirche weg an den Ortsrand verlegt. 1904 wurde bei der Neogotisierung auch der barocke Hochaltar durch den heutigen neugotischen ersetzt. 1969 erfolgte eine Generalrenovierung, bei der auch der Volksaltar aufgestellt wurde. Das moderne Pfarrheim Fokus an der Nordost- und Nordwestseite, das somit den Chor umschließt, stammt von 2017 und steht anstelle des abgetragenen „Karan-Hauses“, das 1788 bis 1789 am ehemaligen Friedhofsareal errichtet worden war. Durch die Territorialreform der Diözese Linz ist die Kirche seit dem 1. Jänner 2025 Pfarrkirche der Pfarre Steyrtal.

## Architektur

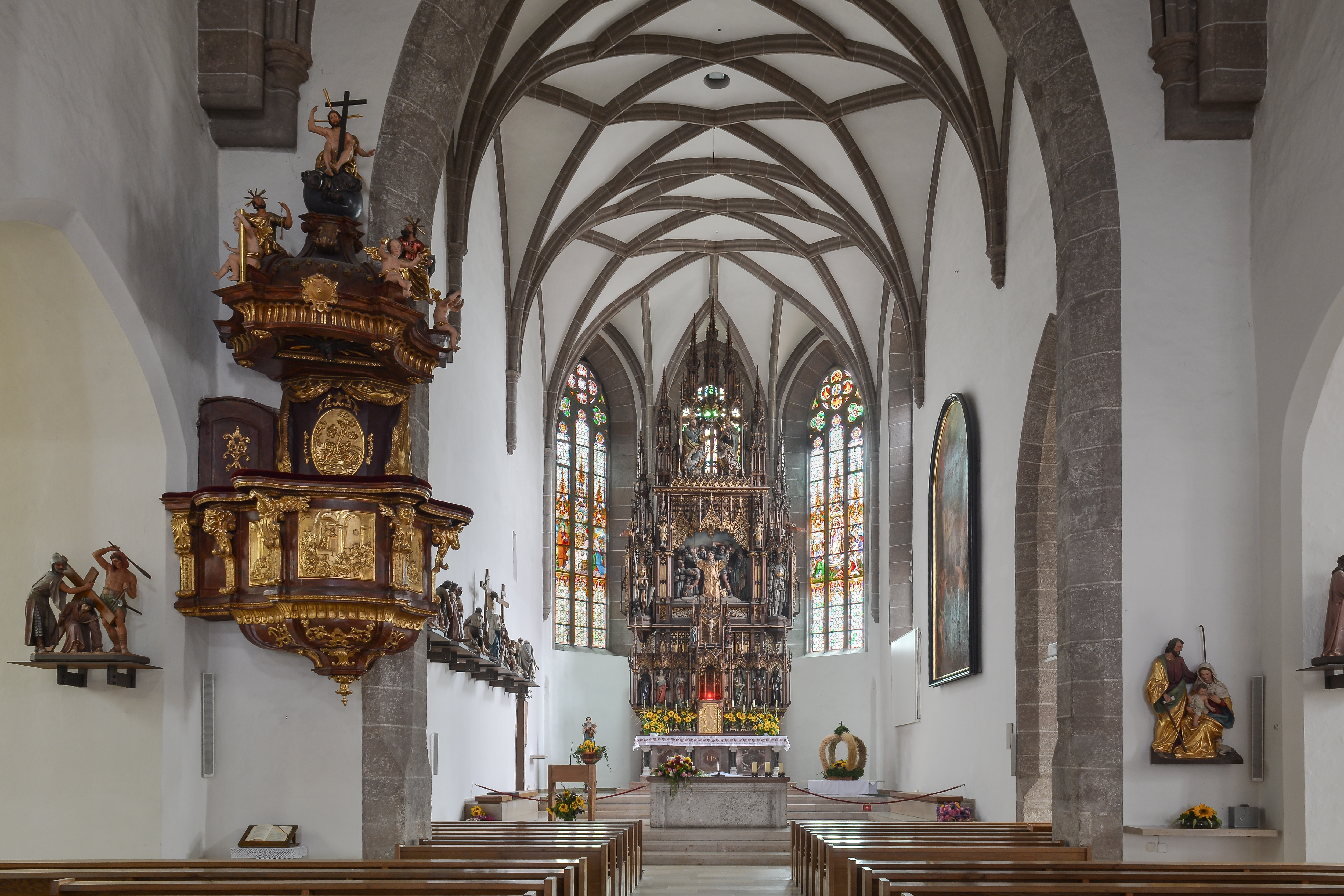
Chor und Kanzel

Die gotische dreischiffige Staffelkirche hat ein vierjochiges Langhaus, das Mittelschiff mit einem Netzrippengewölbe. Bis zum Triumphbogen geht das Mittelschiff (damals mit Holzdecke) auf das Jahr 1000 zurück. Die Seitenschiffe sind aus dem 14. Jahrhundert. Das nördliche kreuzrippengewölbte Seitenschiff hat einen Fünfachtelschluss. Das südliche kreuzrippengewölbte Seitenschiff wurde südlich des Chores mit zwei weiteren netzrippengewölbten Jochen weitergeführt und hat einen Dreiachtelschluss. Der Turm in der nördlichen der Westfassade trägt einen Zwiebelhelm mit Laterne und ist circa 66 Meter hoch.

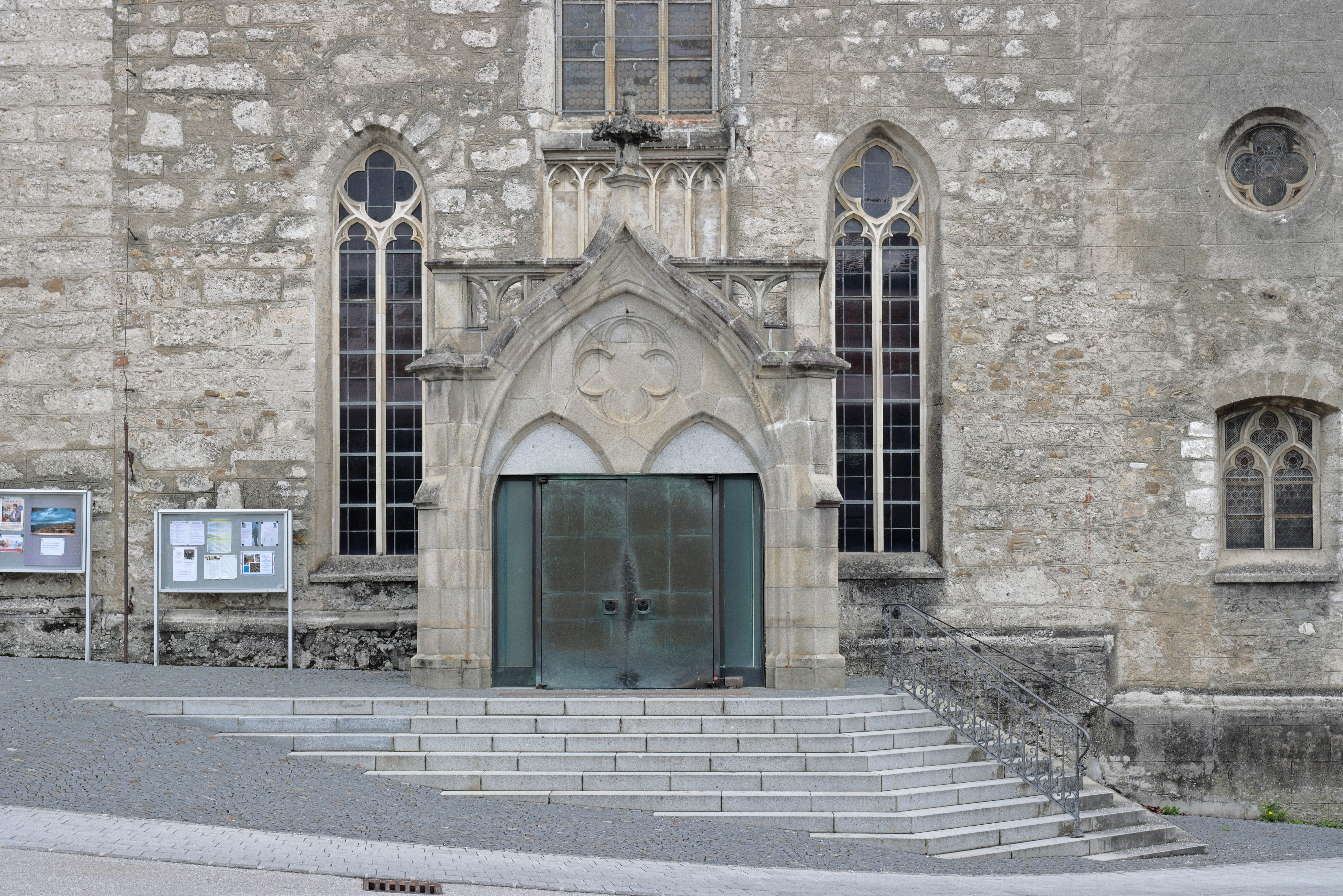
Haupteingang

Der Haupteingang befindet sich an der Südwestseite und hat einen neugotischen Portalvorbau. Die doppelflügelige Bronzetür stammt von 1969. Zwei Nebenportale führen von der nordwestlichen und südöstlichen Seite in die Seitenschiffe. Im Spitzbogen des südöstlichen Seitenportales befindet sich ein marmornes Hochrelief von 1908 mit der Heimkehr des verlorenen Sohnes. Das Kriegerdenkmal neben dem südöstlichen Seitenportal stammt von Maximilian Stockenhuber. Es zeigt ein Hochrelief des heiligen Georg und darunter die Inschrift: „Den Opfern der Kriege 1914 – 1918, 1939 – 1945“.
Die Bedeutung des Steinkopfes an der südöstlichen Fassade ist ungeklärt. Er wird „Heidenkopf“ oder „Römerkopf“ genannt und soll nach alter Ansicht von einer römischen Statue stammen. Die unter ihm eingemeißelte Jahreszahl 1487 lässt jedoch eher auf das Porträt des Baumeisters der damaligen Kirchenerweiterung schließen.

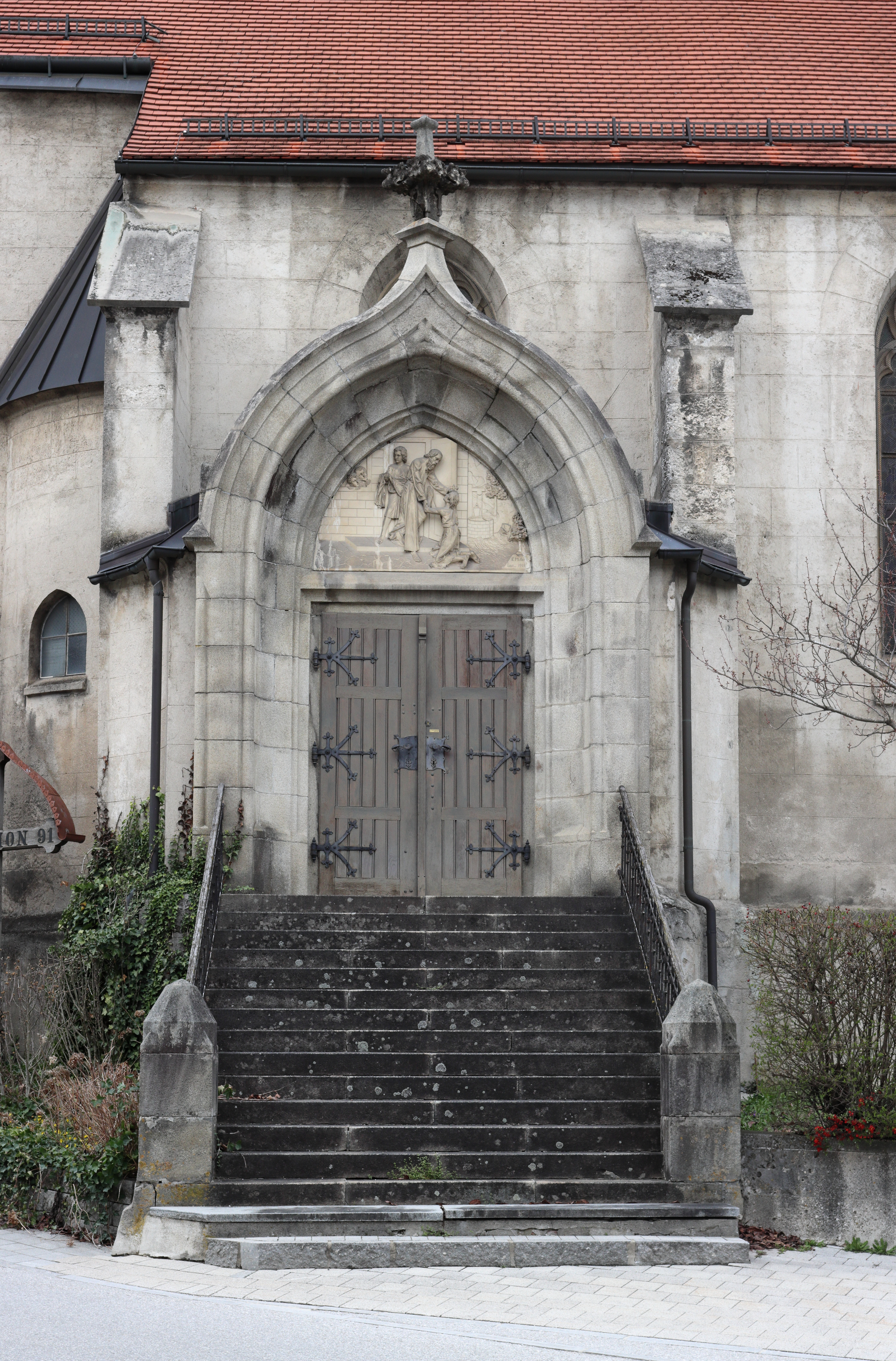
Südöstliches Seitenportal
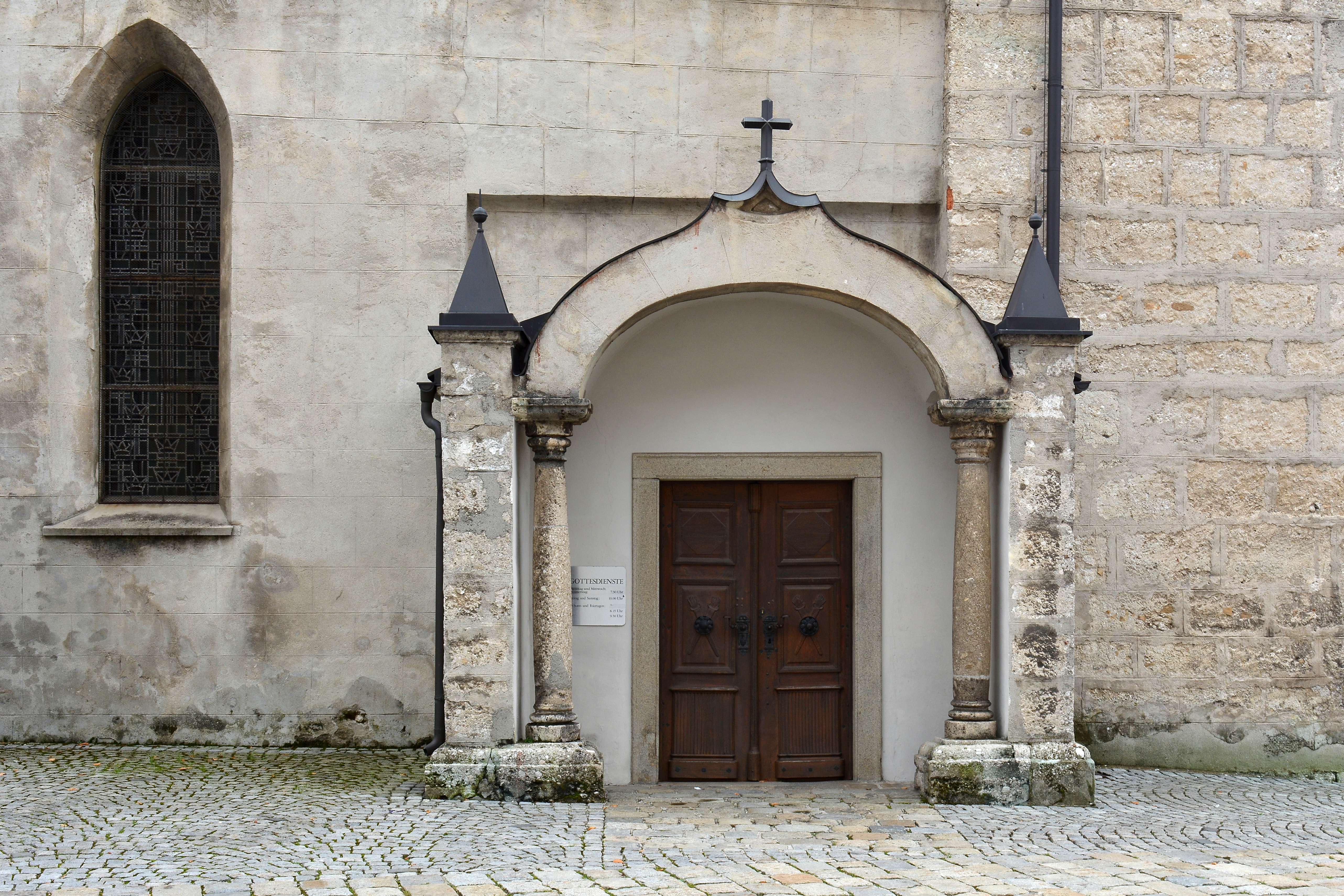
Nordwestliches Seitenportal
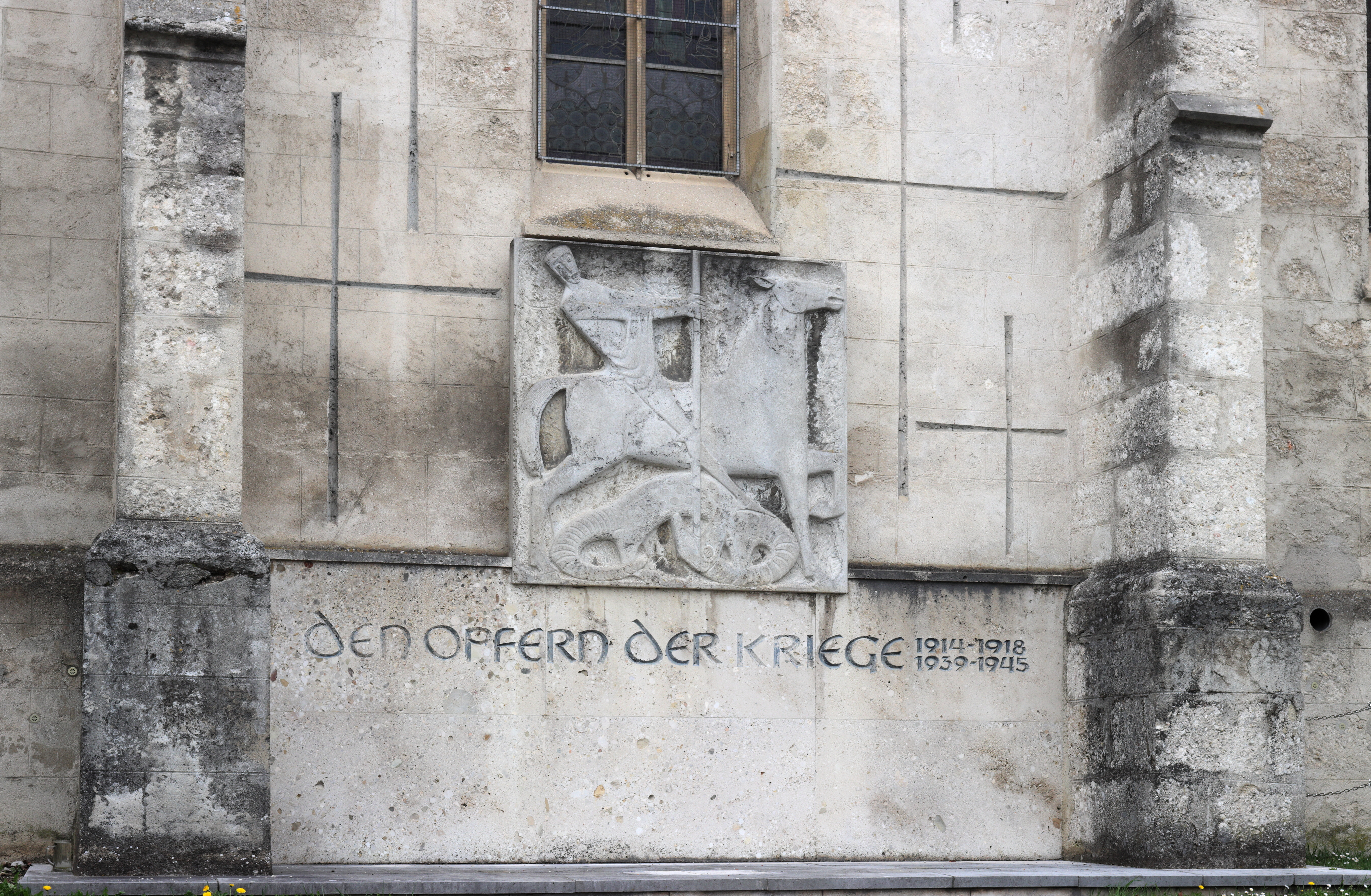
Kriegerdenkmal

## Ausstattung

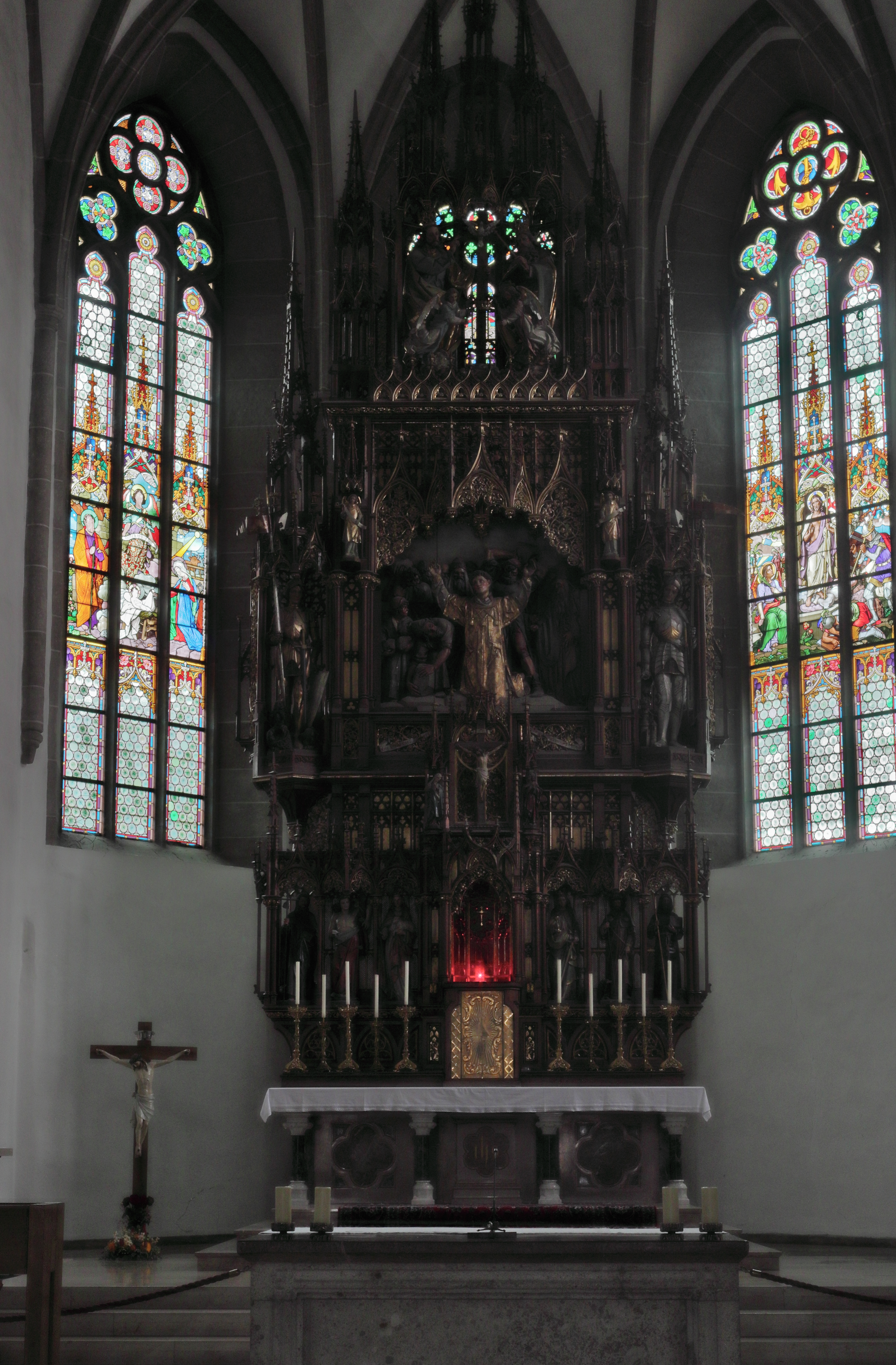
Hochaltar mit Chorfenstern

Der neugotische Hochaltar hat eine spätgotische Mensa. Die Mensa des südlichen Seitenaltars ist von 1288. Der nördliche Seitenaltar stammt von 1620 bis 1626 und wurde aus der Stiftskirche Garsten hierher übertragen und verändert. Die Kanzel ist aus dem ersten Drittel des 18. Jahrhunderts.
Der gotische Taufstein steht im Chor.
In der Taufkapelle an der Rückwand des nördlichen Seitenschiffes (Abschluss zum Turm) befindet sich eine Kreuzigungsgruppe. Das barocke Kruzifix stammt von 1680, die beiden gotischen Schnitzfiguren stammen von um 1480. Die gotischen Figuren stellen Maria und Johannes dar.
In der 2013 eingerichteten Gedenkkapelle (Abschluss des südlichen Seitenschiffes) befinden sich eine neugotische Pietà von 1910 und eine modern gestaltete Stele für ungeboren verstorbene Kinder. Gestalterin der Gedenkkapelle ist Barbara Ambrosz.

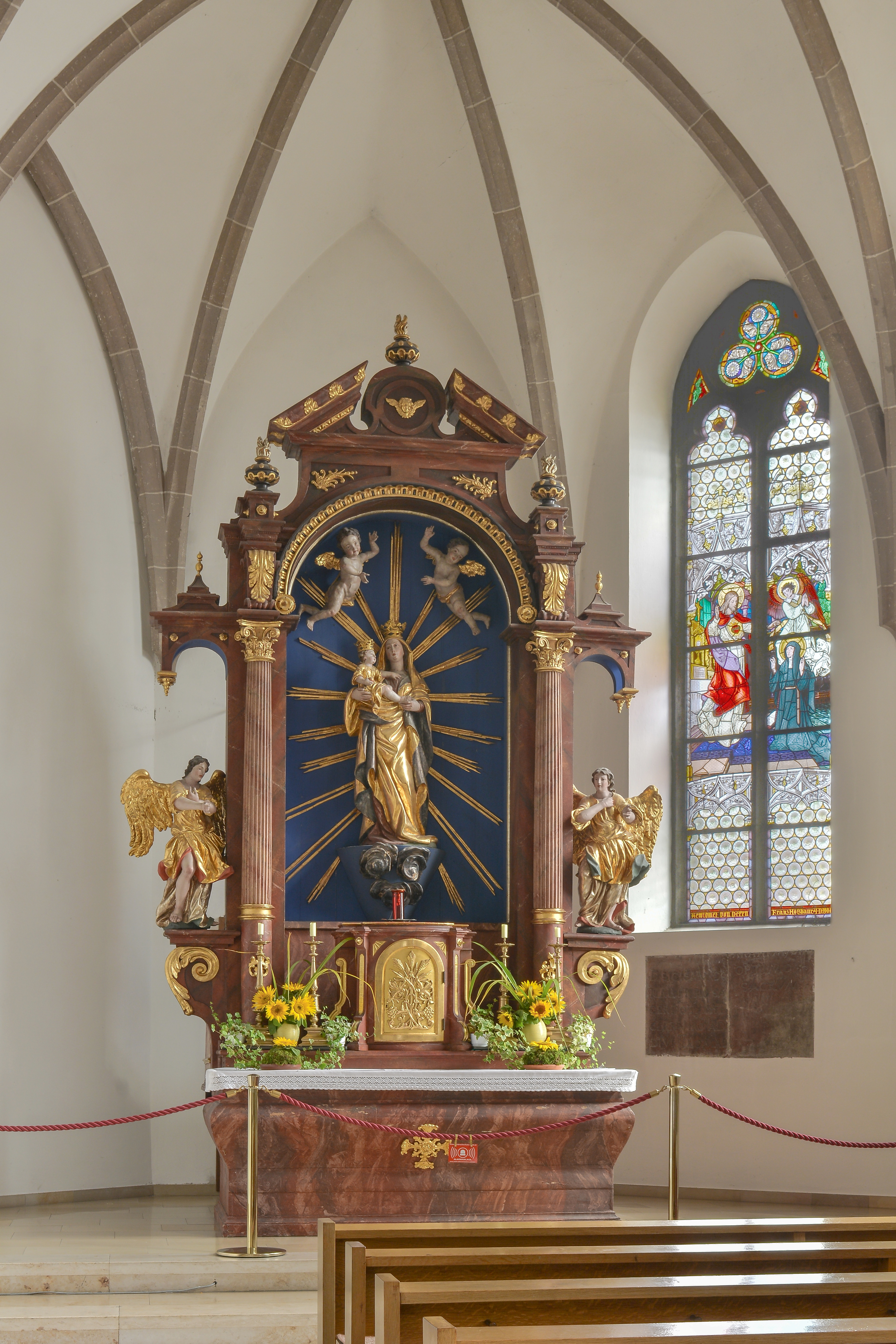
Marienaltar im südlichen Seitenschiff
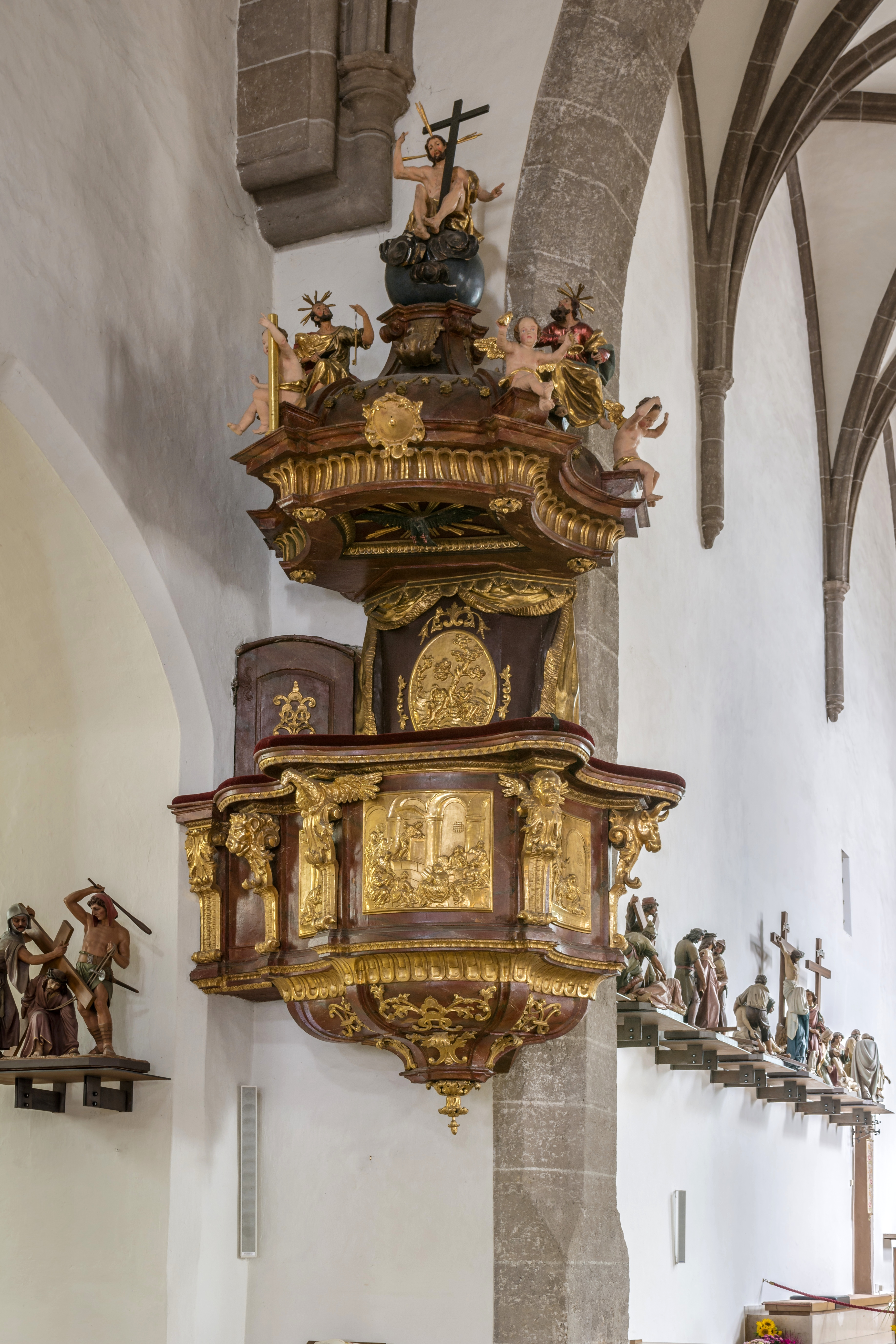
Die Kanzel
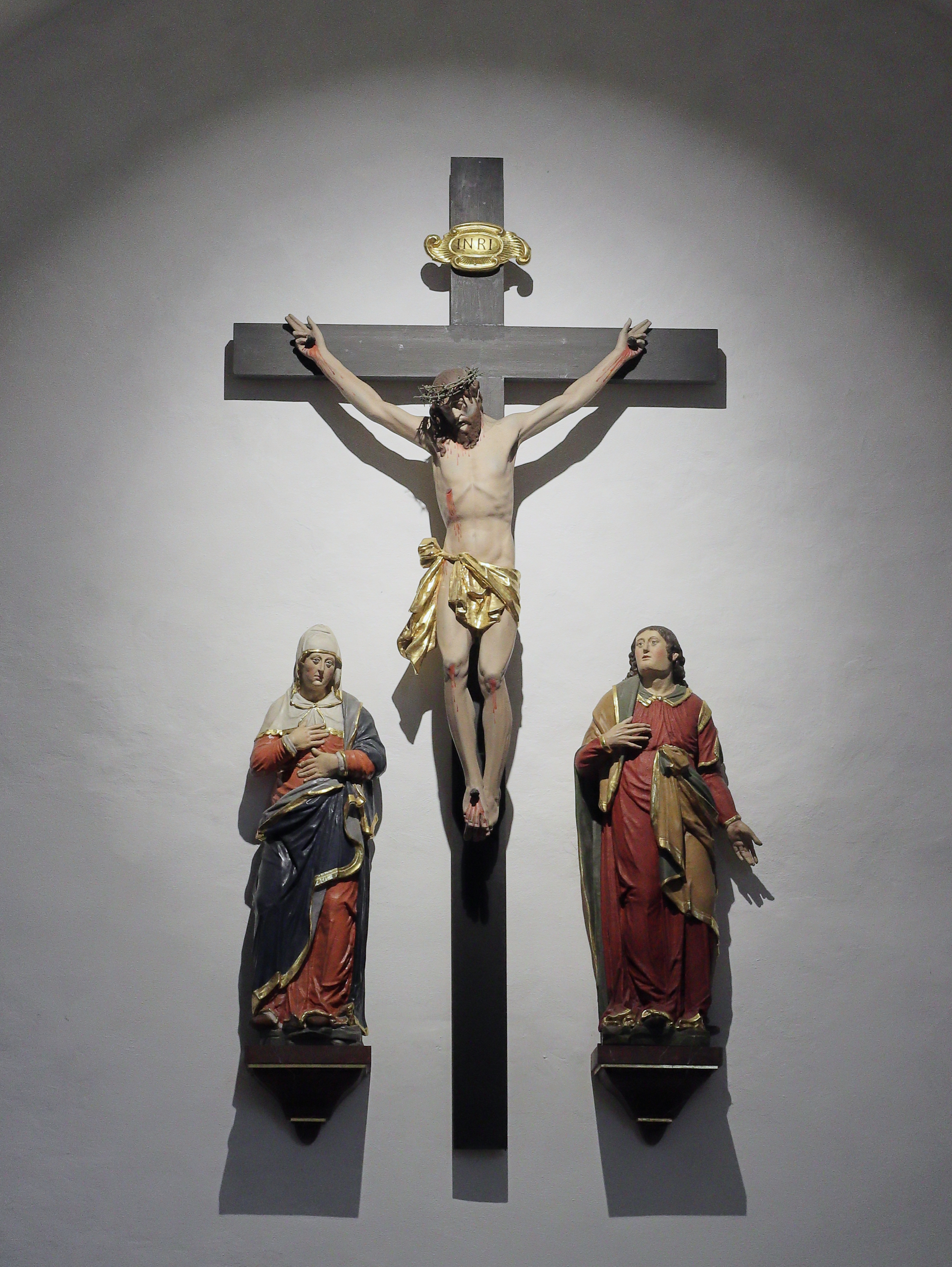
Kreuzigungsgruppe
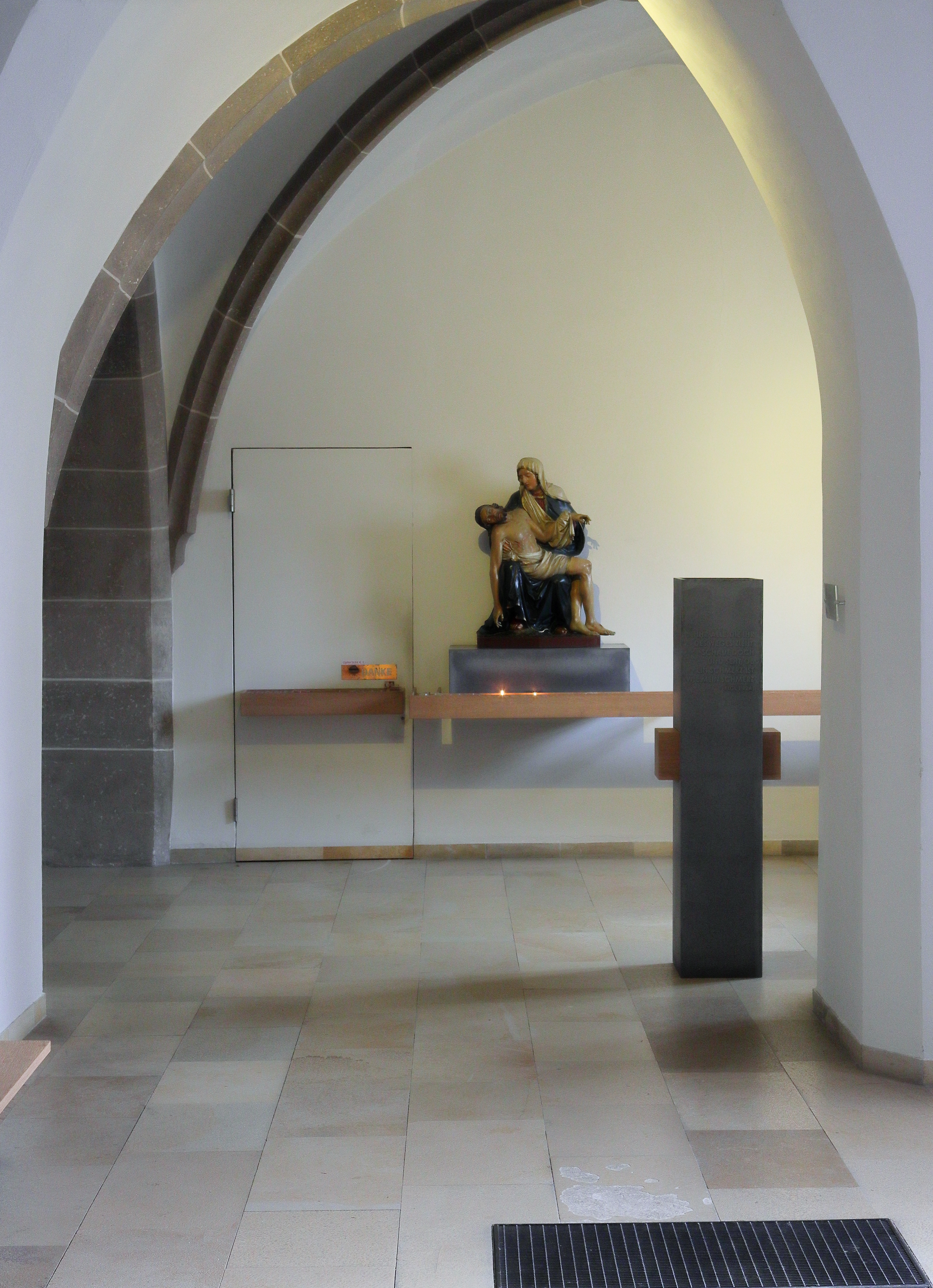
Gedenkkapelle mit Pietà und Stele